# Neoporteria annulata
Neoporteria annulata är en spindelart som beskrevs av Roth 1967. Neoporteria annulata ingår i släktet Neoporteria och familjen mörkerspindlar. Inga underarter finns listade i Catalogue of Life.